# 6e division d'infanterie (Empire allemand)
Pour les articles homonymes, voir 6e division.
La 6e division d'infanterie est une unité de l'armée allemande qui participe aux guerres des Duchés et austro-prussienne. Elle participe ensuite à la guerre franco-allemande de 1870 et puis à la Première Guerre mondiale. Au début de ce conflit, la 6e division d'infanterie fait partie de la Ire armée allemande, elle participe aux batailles de Mons et de la Marne puis à la course à la mer. Au cours de l'année 1915, elle est transférée sur le front serbe. Elle revient ensuite sur le front de l'ouest et prend part à la bataille de Verdun où elle capture le 25 février le fort de Douaumont, par la suite elle est engagée dans la bataille de la Somme. Durant l'été 1917, la division est transférée sur le front de l'est pour faire face à l'offensive Kerensky. Elle revient définitivement sur le front de l'ouest au cours de l'automne 1917. La 6e division d'infanterie participe aux offensives allemandes du printemps 1918, puis aux différents combats défensifs de l'été et l'automne 1918. Elle est ensuite rapatriée en Allemagne puis dissoute au cours de l'année 1919.

## Guerre austro-prussienne de 1866

### Composition
- 11e brigade d'infanterie, Hermann von Gersdorff

35e régiment de fusiliers, colonel Louis von Rothmaler
60e régiment d'infanterie (de), colonel Ernst von Hartmann
- 12e brigade d'infanterie, Gebhard von Kotze

24e régiment d'infanterie, colonel Emil von Hacke
64e régiment d'infanterie, colonel Johann von Götz et Schwanenflies
3e bataillon de chasseurs à pied (de), major Eric von Witzleben
- Division de cavalerie 2e régiment de dragons (pl), lieutenant-colonel Carl Heinichen

## Guerre franco-allemande de 1870

### Composition
- 11e brigade d'infanterie

20e régiment d'infanterie
60e régiment d'infanterie (de)
- 12e brigade d'infanterie

24e régiment d'infanterie
35e régiment de fusiliers
- 2e régiment de dragons (pl)

### Historique
La 6e division d'infanterie est engagée dans la guerre franco-allemande de 1870. Au cours de ce conflit, elle combat à Mars-la-Tour et à Saint-Privat et fait partie des troupes qui assiègent Metz. Après la chute de la ville, la division combat lors des batailles d'Orléans et du Mans.

## Première Guerre mondiale

### Composition

#### Temps de paix, début 1914
- 11e brigade d'infanterie (Brandebourg)

20e régiment d'infanterie (Wittemberg)
35e régiment de fusiliers (Brandebourg-sur-la-Havel)
- 12e brigade d'infanterie (Brandebourg)

24e régiment d'infanterie (Neuruppin)
64e régiment d'infanterie (Prenzlau) et (Angermünde)
- 6e brigade de cavalerie (Brandebourg)

6e régiment de cuirassiers (Brandebourg-sur-la-Havel)
3e régiment de hussards (Rathenow)
- 6e brigade d'artillerie de campagne (Brandebourg)

3e régiment d'artillerie de campagne (Brandebourg-sur-la-Havel)
39e régiment d'artillerie de campagne (Perleberg)

#### Composition à la mobilisation
- 11e brigade d'infanterie

20e régiment d'infanterie
35e régiment de fusiliers
- 12e brigade d'infanterie

24e régiment d'infanterie
64e régiment d'infanterie
- 6e brigade d'artillerie de campagne

3e régiment d'artillerie de campagne
39e régiment d'artillerie de campagne
- état-major et 3 escadrons du 3e régiment de hussards
- 2e et 3e compagnies du 3e bataillon de pionniers

#### 1915
Au cours du mois de mars 1915, la division passe d'une organisation à deux brigades et quatre régiments d'infanterie à une organisation triangulaire d'une brigade de trois régiments d'infanterie.
- 12e brigade d'infanterie

20e régiment d'infanterie
24e régiment d'infanterie
64e régiment d'infanterie
- 6e brigade d'artillerie de campagne

3e régiment d'artillerie de campagne
39e régiment d'artillerie de campagne
- 3 escadrons du 3e régiment de hussards
- 1re compagnie du 3e bataillon de pionniers

#### 1916-1917
- 12e brigade d'infanterie

396e régiment d'infanterie
24e régiment d'infanterie
64e régiment d'infanterie
- 6e commandement divisionnaire d'artillerie

3e régiment d'artillerie de campagne
- 5 escadrons du 3e régiment de hussards
- 2 compagnies du 116e bataillon de pionniers

#### 1918
- 12e brigade d'infanterie

396e régiment d'infanterie
24e régiment d'infanterie
64e régiment d'infanterie
- 6e commandement divisionnaire d'artillerie

3e régiment d'artillerie de campagne
1er bataillon du 3e régiment d'artillerie à pied (état-major et 2e et 4e batterie)
- 5e escadron du 3e régiment de hussards
- 2 compagnies du 116e bataillon de pionniers

### Historique
Au déclenchement du conflit, la 6e division d'infanterie forme avec la 5e division d'infanterie le 3e corps d'armée rattachée à la 1re armée allemande.

#### 1914
- 4 - 16 août : la 11e brigade est engagée dans la bataille de Liège, la 12e brigade franchit la frontière le 16 août, reformant la 6e division[2].
- 17 - 22 août : progression en Belgique par Tongres, Louvain et Hal.
- 23 août : engagée dans la bataille de Mons.
- 24 - 26 août : poursuite du BEF, combat à Solesmes, engagée dans la bataille du Cateau le 26 août.
- 27 août - 4 septembre : combat le long de la Somme à la fin du mois d'août. Le 1er septembre, la division atteint Villers-Cotterêts, le 4 septembre elle est sur la ligne Viels-Maisons - Montmirail.
- 5 - 10 septembre : stationne dans la région de Courgivaux et de Montceaux-lès-Provins. Engagée dans la bataille de la Marne, combat dans la bataille des Deux Morins.
- 11 septembre 1914 - juin 1915 : repli derrière l'Aisne. Engagée dans la bataille de l'Aisne dans la région de Soissons puis tient un secteur jusqu'en juin 1915.

30 octobre - 30 novembre : durant cette période, la division attaque les lignes françaises dans la région de Chavonne et Soupir.
8 - 14 janvier 1915 : combats dans la région de Soissons.
fin mars : le 35e régiment de fusiliers est détaché de la 6e division d'infanterie pour former la 56e division d'infanterie.

#### 1915
- juin - 14 juillet : retrait du front et déplacement en Artois, engagée dans les dernières opérations de la bataille d'Artois.
- 14 juillet - 1er août : relève des troupes bavaroises devant Arras. Puis à partir du 1er août retrait du front.
- 1er août - 20 septembre : mouvement dans la région de Valencienne et de Cambrai ; repos. Mise en réserve de l'OHL.
- 21 septembre - 28 novembre : mouvement par V.F. vers le front serbe. La division forme avec la 25e division de réserve le 3e corps d'armée au sein du groupe d'armée Gallwitz[2], le long de la frontière entre la Serbie et la Hongrie.

6 octobre - 14 novembre : franchissement du Danube, combat et capture de Kragujevac, la division souffre de nombreuses pertes.
15 - 24 novembre : retrait du front, repos. Mise en réserve de l'OHL. Transfert sur le front de l'ouest.
- 29 novembre 1915 - fin janvier 1916 : repos dans la région d'Hirson et d'Avesnes.

#### 1916
- fin janvier - 20 février : mouvement vers la région de Verdun, repos vers Romagne et Mangiennes.
- 21 février - 16 mars : engagée dans la bataille de Verdun entre l'Herbebois et les cotes de Meuse.

25 février : une compagnie du 24e régiment d'infanterie capture le fort de Douaumont.
26 - 28 février : attaques allemandes repoussées sur le village de Douaumont par les troupes françaises.
2 - 7 mars : repli en seconde ligne.
8 mars : attaque sans succès du village de Douaumont et du massif d'Hardaumont.
- 16 mars - 22 avril : retrait du front et mouvement par V.F. en Alsace, repos et reformation de la division dans la région de Mulhouse.
- 23 avril - 16 juin : mouvement vers la région de Verdun. À nouveau engagée dans la bataille de Verdun au sud du village de Douaumont dans le bois de la Caillette avec 60 % de pertes[n 1].

fin mai - 16 juin : retrait du front et repos dans la région de Ville-au-Montois.
- 16 juin - 21 septembre : mouvement et occupation d'un secteur calme en Champagne dans la région de Prunay et d'Aubérive.
- 21 - 27 septembre : tient le secteur Noyon - Roye.
- 27 septembre - 5 octobre : mise en réserve pour le groupe d'armée « Konprinz Ruprecht ».
- 5 - 28 octobre : engagée à partir du 8 octobre dans la bataille de la Somme dans la région de Gueudecourt. La division souffre de lourdes pertes.
- 29 octobre 1916 - 7 février 1917 : retrait du front et mouvement en Argonne. La division tient un secteur dans la zone de La Fille Morte et Boureuilles.

#### 1917
- 8 février - 15 avril : mouvement en Alsace dans la région de Mulhouse, mise en réserve de l'OHL.
- 16 avril - 4 mai : déplacement en Champagne ; à partir du 20 avril, la division occupe un secteur dans la région de Moronvilliers. Subit le 30 avril, l'attaque française ; elle subit de lourdes pertes lors de l'attaque française du Mont Haut.
- 5 mai - 30 juin : retrait du front, mouvement dans la région de Mulhouse ; repos, mise en réserve de l'OHL.
- 1er juillet - 13 octobre : retrait du front, transfert par V.F. vers le front est en Galicie dans la région de Zolotchiv. À partir du 20 juillet, engagée pour contrer l'offensive Kerenski

29 juillet - 8 octobre : la division tient un secteur du front dans la région de la Siret.
- 8 - 13 octobre : retrait du front vers Ternopil, puis mouvement par V.F. en direction du front ouest, en passant par Lemberg, Cracovie, Dresde, Cassel, Coblence, Trèves, Thionville, Montmédy, Charleville et Vouziers[4].
- 13 - 23 octobre : repos dans la région de Vouziers et de Marle.
- 24 octobre 1917 - 22 février 1918 : mouvement dans la région de Laon, à partir du 24 octobre. Engagée en renfort dans la bataille de la Malmaison. Elle occupe ensuite un secteur au nord de l'Ailette dans la région de Lizy. Au cours du mois de janvier, alternance d'occupation du front avec la 6e division de réserve royale bavaroise par période de 15 jours[3].

#### 1918
- 22 février - 21 mars : retrait du front, relève par la 6e division de réserve bavaroise ; mouvement dans la région de Maubeuge, repos et instruction. En réserve de l'OHL, dans la zone d'action de la 18e armée allemande. À partir du 16 mars, mouvement par étapes par Catillon, Bohain-en-Vermandois, Fresnoy-le-Grand, Le Verguier, Vermand, Marteville, Trefcon et Monchy-Lagache.
- 21 mars - 6 avril : engagée dans l'opération Michael, la division entre en ligne au sud-est de Méharicourt après avoir relevé la 113e division d'infanterie[3].
- 7 avril - 27 mai : combat pour franchir l'Avre, puis dans la région de Noyon et de Montdidier. Retrait du front et mouvement dans la région de Soissons.
- 27 mai - 13 juin : engagée dans la bataille de l'Aisne dans la région de Juvigny.
- 14 juin - 4 août : organisation et occupation d'un secteur dans la région de Soissons. À partir du 18 juillet, la division est engagée dans les combats défensifs de la seconde bataille de la Marne.
- 4 août - 3 septembre : retrait du front, mouvement par étapes par Anizy-le-Château, Guise, Grougis, Bohain-en-Vermandois, Bertry, Neuvilly, Solesmes, Valenciennes, Gand, Roulers[3] ; mise en réserve de la 9e armée puis de la 17e armée allemande.
- 4 septembre - 1er octobre : mouvement vers Iwuy, en passant par Lille et Denain et stationnement dans la région de Sancourt et de Proville jusqu'au 14 septembre puis mouvement dans la région Ribécourt-la-Tour.

17 - 18 septembre : la division entre en ligne et contre-attaque sur Havrincourt.
1er octobre : retrait du front après avoir subi de fortes pertes.
- 2 - 17 octobre : engagée à nouveau dans la région d'Escaudœuvres au nord-est de Cambrai à partir du 7 octobre. La division est relevée le 17 octobre.
- 17 octobre - 12 novembre : le 23 octobre, la division monte en ligne dans la région d'Escautpont au nord de Valenciennes. Elle est relevée puis replacée en ligne le 29 octobre. Dans la nuit du 8 au 9 novembre, la division est relevée par la 185e division d'infanterie[3]. À partir du 12 novembre la division est rapatriée en Allemagne, puis au cours de l'année 1919 est dissoute.

## Chefs de corps
| Grade                        | Nom                                                        | Date                                  |
| ---------------------------- | ---------------------------------------------------------- | ------------------------------------- |
| Generalleutnant              | Karl August Ferdinand von Borcke                           | 5 juillet 1817 - 26 juillet 1820      |
| Generalleutnant              | Wilhelm Ludwig Viktor Henckel von Donnersmarck (de)        | 27 juillet 1820 - 26 septembre 1821   |
| Generalleutnant              | Wilhelm von Krauseneck                                     | 27 septembre 1821 - 27 novembre 1829  |
| Generalleutnant              | Heinrich Christoph Karl Hermann von Wylich und Lottum (de) | 28 novembre 1829 - 29 mars 1830       |
| Generalleutnant              | Ludwig Gustav von Thile                                    | 30 mars 1830 - 29 mars 1835           |
| Generalleutnant              | Eugen Maximilian von Roeder                                | 30 mars 1835 - 29 mars 1838           |
| Generalleutnant              | Konstantin von Quadt und Hüchtenbruck (de)                 | 30 mars 1838 - 5 mars 1848            |
| Generalleutnant              | Wilhelm von Radziwill                                      | 6 mars 1848 - 18 février 1852         |
| Generalleutnant              | Wilhelm von Thümen                                         | 19 février 1852 - 25 octobre 1854     |
| Generalmajor                 | Karl von Herrmann                                          | 26 octobre 1854 - 6 juin 1856         |
| Generalleutnant              | Friedrich Adolf von Willisen                               | 7 juillet 1856 - 7 juillet 1858       |
| Generalleutnant              | Albert von Kortzfleisch (de)                               | 8 juillet 1858 - 9 mars 1863          |
| Generalleutnant              | Gustav von Manstein                                        | 10 mars 1863 - 25 janvier 1867        |
| Generalleutnant              | Gustav von Buddenbrock                                     | 26 janvier 1867 - 17 août 1871        |
| Generalleutnant              | Kurt von Schwerin                                          | 18 août 1871 - 18 novembre 1876       |
| Generalleutnant              | Rudolf von Manteuffel (de)                                 | 19 novembre 1876 - 13 janvier 1879    |
| Generalleutnant              | Otto von Foerster (de)                                     | 14 janvier 1879 - 4 novembre 1882     |
| Generalmajor/Generalleutnant | Karl von Larisch                                           | 11 novembre 1882 - 14 janvier 1887    |
| Generalleutnant              | Gottlieb von Haeseler                                      | 15 janvier 1887 - 21 mars 1889        |
| Generalleutnant              | Friedrich von Hassel (de)                                  | 22 mars 1889 - 24 mars 1890           |
| Generalmajor/Generalleutnant | Wilhelm Ziegler (de)                                       | 20 septembre 1890 - 16 mai 1892       |
| Generalleutnant              | Wilhelm von Pfaff (de)                                     | 17 mai 1892 - 17 avril 1895           |
| Generalleutnant              | Fedor von Brodowski (de)                                   | 18 avril 1895 - 2 juillet 1899        |
| Generalleutnant              | Bruno Jones                                                | 3 juillet 1899 - 8 avril 1901         |
| Generalleutnant              | Eduard von Liebert                                         | 9 avril 1901 - 6 avril 1903           |
| Generalleutnant              | Hans von Beseler                                           | 18 avril 1903 - 15 septembre 1904     |
| Generalleutnant              | Eberhard von der Lancken (de)                              | 16 septembre 1904 - 21 septembre 1910 |
| Generalleutnant              | Ferdinand von Quast                                        | 22 septembre 1910 - 28 février 1913   |
| Generalleutnant              | Sigismund von Förster                                      | 1er mars 1913 - 2 février 1914        |
| Generalleutnant              | Manfred von Richthofen                                     | 3 février 1914 - 1er août 1914        |
| Generalmajor                 | Richard Herhudt von Rohden                                 | 2 août 1914 - 14 décembre 1917        |
| Generalmajor                 | Maximilian von Mutius                                      | 15 décembre 1917 - 21 février 1919    |
| Generalleutnant              | Burghard von Oven (de)                                     | 22 février - 7 mai 1919               |